# Schasiura gymnelioides
Schasiura gymnelioides là một loài bướm đêm thuộc phân họ Arctiinae, họ Erebidae.